# Andrzej Kowalski (skoczek narciarski)
Andrzej Kowalski (ur. 1959) – polski skoczek narciarski, uczestnik Pucharu Świata 1979/1980. Syn Aleksandra Kowalskiego.

## Przebieg kariery
Kowalski w klasyfikacji generalnej Pucharu Świata sezonu 1979/1980 zajął 87. miejsce. Swoje jedyne punkty w karierze zdobył we francuskim Saint-Nizier na skoczni Dauphiné, gdzie zajął 12. miejsce. Wcześniej skakał w Turnieju Czterech Skoczni, w którym zajął 83. miejsce. Zajmował tam kolejno: 56. w Oberstdorfie, 92. w Garmisch-Partenkirchen, 65. w Innsbrucku i 94. miejsce w Bischofshofen.

## Puchar Świata

### Miejsca w klasyfikacji generalnej
| Sezon     | Miejsce |
| --------- | ------- |
| 1979/1980 | 87.     |

### Miejsca w poszczególnych konkursach
| Sezon 1979/1980                                                                        |            |                        |           |               |         |         |             |             |          |          |              |              |              |        |           |           |       |       |       |      |         |         |               |               |        |
| Cortina d'Ampezzo                                                                      | Oberstdorf | Garmisch-Partenkirchen | Innsbruck | Bischofshofen | Sapporo | Sapporo | Thunder Bay | Thunder Bay | Zakopane | Zakopane | Saint-Nizier | Saint-Nizier | Sankt Moritz | Gstaad | Engelberg | Vikersund | Lahti | Lahti | Falun | Oslo | Planica | Planica | Štrbské Pleso | Štrbské Pleso | punkty |
| -                                                                                      | 56         | 92                     | 65        | 94            | -       | -       | -           | -           | 40       | 23       | -            | 12           | -            | -      | -         | -         | 58    | 45    | 53    | 46   | -       | -       | 68            | 50            | 4      |
| Legenda                                                                                |            |                        |           |               |         |         |             |             |          |          |              |              |              |        |           |           |       |       |       |      |         |         |               |               |        |
| 1 2 3 4-10 11-15 poniżej 15 - – zawodnik nie wystartował lub zajął miejsce poniżej 15. |            |                        |           |               |         |         |             |             |          |          |              |              |              |        |           |           |       |       |       |      |         |         |               |               |        |

### Turniej Czterech Skoczni

#### Miejsca w klasyfikacji generalnej
| Sezon     | Miejsce |
| --------- | ------- |
| 1979/1980 | 83.     |